# Trachypithecus auratus
Trachypithecus auratus (Лутунг яванський) — вид приматів з роду Trachypithecus родини мавпові.

## Опис
Довжина хвоста: 61-87 см. Довжина голови й тіла: 44-65 см. Середня вага: 7 кг. Має два різних типи забарвлень: більш поширеним з яких є глянсово чорний колір з легким коричневим відтінком боків тіла, 'бакенбардів' і ніг. Шкіра обличчя, долоні й підошви чорні. Рідшою формою є глибокий жовтогарячий колір з жовтими відтінками на боках тіла, кінцівках і волоссі навколо вух, і чорним відтінком на спині.

## Поширення
Країни проживання: Індонезія (Балі, Ява, Калімантан, Суматра). Зустрічається в мангрових, пляжних і прісноводних заболочених лісах, постійно вологих низинних і гірських лісах, сухих листяних лісах і гірських лісах до 3000-3500 м.

## Стиль життя
Полюбляє їсти листя та квіти, хоча також спожива насіння фруктів, незрілі фрукти, личинки комах. Це денний і деревний вид. Живе в соціальних групах близько семи осіб, з одним або двома дорослими самцями в групі. Дорослі самиці агресивні по відношенню до самиць з інших груп, але можуть доглядати за потомством інших матерів з їх групи. Парування відбувається протягом усього року й самиці народжують одне дитинча. Тривалість життя становить близько 20 років. Основні хижаки: Homo sapiens, Panthera pardus melas, Panthera tigris sondaica

## Загрози та охорона
Загрози включають втрату і деградацію середовища проживання за рахунок розширення сільського господарства та населених пунктів, полювання на їжу і все частіше для торгівлі, фрагментація до невеликих ізольованих популяцій. Цей вид занесений Додаток II СІТЕС, і захищений індонезійським законодавством з 1999 року. Мешкає в англ. Pangandaran Nature Reserve, англ. Gunung Halimun National Park і англ. Ujung Kulon National Park.